# Myiarchus validus
Myiarchus validus е вид птица от семейство Tyrannidae.

## Разпространение
Видът е разпространен в Ямайка.